# Kévin Parsemain
Kévin Marius Parsemain (* 13. Februar 1988 in Le François, Martinique) ist ein französischer Fußballspieler.

## Karriere

### Verein
Seinen ersten Vertrag unterschrieb Kévin Marius Parsemain 2004 bei Club Franciscain in Martinique. 2006 wechselte er nach Frankreich, wo er sich Le Mans FC aus Le Mans anschloss. Hier spielte er bis 2008 37 Mal in der B–Mannschaft des Vereins. Anfang 2009 wechselte er zum Drittligisten FC Évian Thonon Gaillard. Nach einem halben Jahr ging er zurück in seine Heimat und schloss sich RC Rivière-Pilote an. Der Verein aus Rivière-Pilote spielte in der Ersten Liga, der Championnat National. 2014 zog es ihn in die Vereinigten Staaten. Hier unterschrieb er einen Vertrag bei Seattle Sounders in Seattle. In der Ersten Mannschaft kam er nicht zum Einsatz, sodass er 2015 für das Farmteam Seattle Sounders 2 spielte. Im August 2015 verließ er den Club und unterschrieb einen Vertrag bei Daring Club Motema Pembe. Der Verein ist in der kongolesischen Hauptstadt Kinshasa beheimatet und spielte in der Ersten Liga, der Linafoot. Im Juli 2016 wechselte er wieder in sein Heimatland. Hier spielte er bis Mitte 2019 für den Golden Lion FC aus Saint-Joseph und schoss dabei 68 Tore. Im Juli 2019 verließ er den Club und ging nach Thailand. Hier nahm ihn der thailändische Zweitligist Ayutthaya United FC unter Vertrag. Ende 2019 wurde der Vertrag nicht verlängert. Kévin Parsemain ist seit Anfang 2020 vertrags- und vereinslos.

### Nationalmannschaft
Kévin Marius Parsemain spielt seit 2008 für die Fußballnationalmannschaft von Martinique. Bisher stand er 55 auf dem Spielfeld und erzielte 35 Tore.

## Erfolge
Golden Lion FC
- Championnat National (Martinique)

Vizemeister: 2017/2018, 2018/2019
Seattle Sounders
- Lamar Hunt U.S. Open Cup

Sieger: 2014